# Turf Club
Le Turf Club est un gentlemen's club londonien, créé en 1861 sous le nom d'Arlington Club. Il a la réputation d'être un cercle d'aristocrates où les règles du whist ont été codifiées.